# Джамал, Нигяр Айдын кызы
Нигяр Айдын кызы Джамал (азерб. Nigar Aydın qızı Camal; 7 сентября 1980) — азербайджанская певица, победительница конкурса песни «Евровидение-2011».

## Биография
Нигяр Джамал родилась в 1980 году в Баку. С 1985 по 1986 год она была солисткой детского ансамбля, а во время учёбы в музыкальной школе в 1988—1995 годах сочинила несколько песен.
В 1995—1996 годах Нигяр Джамал участвовала в республиканском конкурсе Pohrə и в мае 1996 года стала почётным дипломантом данного конкурса.
Окончила университет Хазар по специальности «экономика и управление».
Вышла замуж за турка Халука. Проживает в Баку и Лондоне. Имеет двоих дочерей — Жасмин и Саиду.

### Евровидение-2011

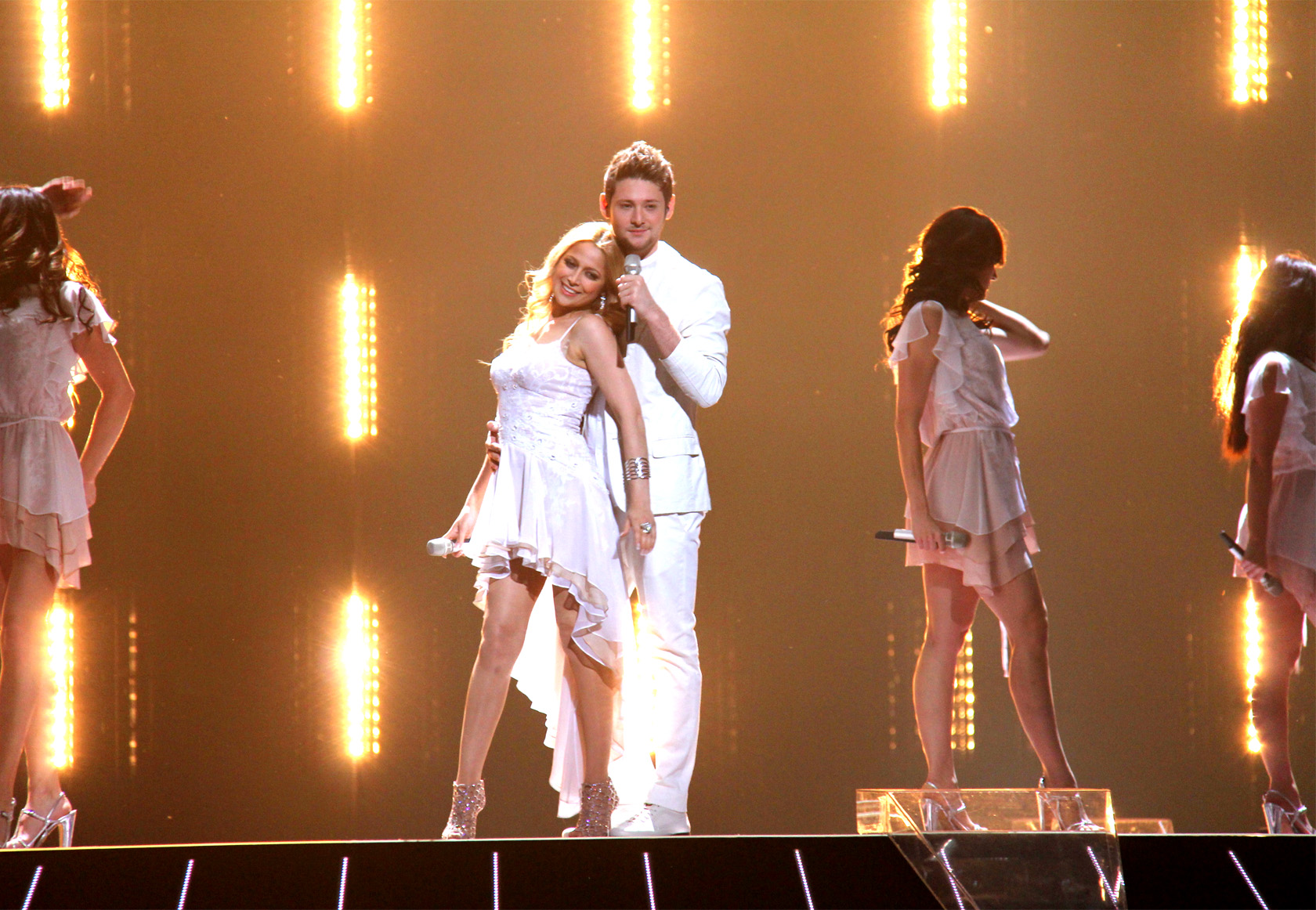
Выступление с Эльдаром Гасымовым на конкурсе песни Евровидение-2011

В 2011 году вместе с Эльдаром Гасымовым принимала участие в азербайджанском отборе на «Евровидение» — Milli Seçim Turu 2010. Дуэт выиграл конкурс с 11 очками, и это предоставило возможность Нигяр и Эльдару представить Азербайджан на конкурсе песни «Евровидение», который проходил в мае 2011 года в Дюссельдорфе, Германия.
Дуэт выступил с песней «Running Scared», написанной шведской авторской командой — Стефаном Орном, Сандрой Бьюрман и Иэном Фархансоном, и одержал убедительную победу, получив 221 балл. Тогда по 12 баллов отдали Азербайджану Россия, Турция, Мальта; по 10 баллов — Украина, Сан-Марино, Хорватия, Румыния, Молдавия.
В финале Евровидения 2011 после подведения итогов голосования Нигяр держала в руках флаг Турции. На пресс-конференции Нигяр Джамал ответила на вопросы касательно турецкого флага, с которым она вышла на сцену Düsseldorf Arena.

Эльдар в руках держал азербайджанский флаг, я — турецкий. Я сильно понервничала, что наши братья турки не прошли в финал и поэтому вышла поддержать наших турецких братьев. Мы, как говорил Общенациональный лидер Азербайджана Гейдар Алиев, одна нация — два государства. Ведь мы представляли не только Азербайджан, но и весь тюркский мир.

Изначально планировалось, что Нигяр Джамал и Эльдар Гасымов вместе выйдут на сцену держа флаги Турции и Азербайджана, но по словам директора Общественного телевидения Азербайджана Исмаила Омарова, Эльдар из-за волнения забыл вынести флаг.

### 2012
В мае 2012 года в бакинском зале Euroclub Нигяр Джамал и Дима Билан представили песню «Обними меня». Клип на песню вышел в феврале 2013 года.
В августе 2012 года Нигяр Джамал под псевдонимом Nikki Jamal выпустила свой первый альбом под названием Play With Me.

## Альбомы
2012, Play with me (указана как Nikki Jamal).

## Синглы
- 2011, Running Scared (feat. Ell)[15]
- 2011, Crush on you[16]
- 2012, Qal (feat. Miri Yusif)[17]
- 2012, Universe (feat. Karen Viuff)[18]
- 2012, Can’t Let You Go
- 2012, Priceless (feat. Ell)
- 2012, Sevdiyime nifret edirem[19]
- 2013, Обними меня (feat. Дима Билан)
- 2013, Həyacanın yaşı yoxdur
- 2013, Music Still Alive (feat. Ell)
- 2013, Kəpənəklər[20]
- 2014, Yalan
- 2015, Herhalde[21]
- 2015, Talebe
- 2016, Çağıran da ürəkdi[22]
- 2017, Sus
- 2018, Broken Dreams[23][24]
- 2018, Senden uzaq[25]
- 2019, Я в твоём плену[26]
- 2019, Get heyatımdan[27]
- 2019, Nəfəsim, qəlbim (feat. Aygün Beylər)[28]
- 2021, Hara Gedirsən[29][30]
- 2021, 10 İl Sonra (feat. Eldar)[31]
- 2022, Gəl Qucaqla Məni[32][33]
- 2022, Qoy Getsin (feat. Eldar)[34][35][36]

## Награды
- Почётный диплом Президента Азербайджанской Республики (17 мая 2011 года) — за победу, одержанную в песенном конкурсе «Евровидение-2011»[37].